# Cândido Caetano de Almeida Reis
Cândido Caetano de Almeida Reis foi um escultor brasileiro ativo no século XIX. 

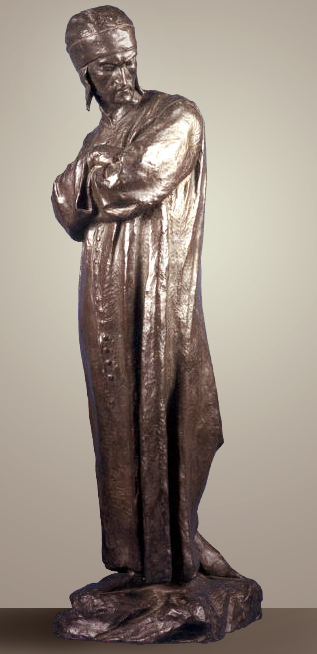
Dante ao voltar do exílio, Museu Nacional de Belas Artes

Foi aluno de Francisco Chaves Pinheiro na Academia Imperial de Belas Artes, expondo no Salão de 1875 a escultura O crime, pela qual foi agraciado com o grau de Cavaleiro da Imperial Ordem da Rosa.
Em 1876 conquistou o Prêmio de Viagem ao Estrangeiro. Na Europa estudou com Louis Rochet e recebeu a influência do romântico Pierre Puget. Como mandavam os regulamentos da Academia, devia enviar obras para o Brasil para comprovar seus progressos, mas a escultura O Paraíba, uma representação alegórica do rio Paraíba, não foi bem recebida, e o escultor, em desavença com seu mestre Chaves Pinheiro, então em visita a Paris, perdeu sua pensão e desde então encontrou dificuldade para desenvolver sua carreira, como provam as duras críticas que mesmo Ângelo Agostini, um progressista anti-acadêmico, teceu em 1882 à sua escultura representando O Progresso, instalada na estação da estrada de ferro Dom Pedro II. Entretanto, hoje é considerado o único escultor de sua geração que poderia oferecer alguma concorrência para Rodolfo Bernardelli, que dominou a cena escultórica no fim do século XIX no Brasil.
Sua obra reflete a liberdade formal que foi introduzida pelo Romantismo, e que ainda não encontrava eco no Brasil. Outras de suas criações são Alma penada, Dante ao voltar do exílio e quatro esculturas de Apóstolos para a Igreja de São Francisco de Paula, no Rio de Janeiro.

## Biografia
Cândido Caetano de Almeida Reis nasceu em 3 de outubro de 1838, no Rio de Janeiro. Filho de Caetano Manoel dos Reis, também escultor, cresceu já inserido nas artes escultóricas.
A vida artística de Cândido Caetano de Almeida Reis abrangeu tanto a prática das artes quanto o ensinamento delas. O escultor, entalhador, desenhista e professor iniciou seu desenvolvimento artístico ao estudar na Academia Imperial de Belas Artes, no Rio de Janeiro entre 1852 e 1856, período no qual aprendeu com o também escultor Francisco Manuel Chaves Pinheiro. Na época tinha apenas quatorze anos e se matriculou como "artista amador" na Academia. Nos anos seguintes, ambos artistas contribuíram com painéis para a Igreja São Francisco de Paula, também no Rio de Janeiro. O próximo passo de seus estudos e trabalhos seria então no exterior, fase transformadora da sua arte e profissionalizante.
Em 1856 Almeida Reis se inscreveu no curso de escultura e nove anos depois foi premiado com a Grande Medalha de Ouro e consequentemente uma bolsa da Academia Imperial de Belas Artes para estudar em Paris com o escultor Louis Rochet, o concorrido e prestigiado Prêmio de Viagem. No ano seguinte, em 1866, viaja a Paris.

### O Prêmio de Viagem
Em Paris, Cândido Caetano de Almeida Reis, agora pensionista da AIBA (Academia Imperial de Belas Artes) modela uma das suas obras mais famosas e controversas para a época oitocentista, até mesmo polêmica. Decide na sua juventude esculpir a figura de um índio, sentado sobre uma rocha sendo aberta por ele mesmo, simbolizando o nascimento do rio Paraíba. Nomeado como O Paraíba, esse foi o resultado de seu primeiro ano na capital francesa.
Ao ser recebido pela Academia de Belas Artes, o modelo foi julgado em 13 de junho de 1867 e não agradou os acadêmicos. Com péssimas críticas, O Paraíba foi interpretado como "incoerente". “congregação entendeu que a composição alegórica criada pelo artista nada representava, nada significava. Segundo seu julgamento, o rio, tão antigo no mundo, deveria ser representado por um velho, não por um jovem; este deveria estar deitado, e não sentado” 
Por isso, a obra foi entendida na historiografia como um ato ousado que lhe fez perder sua bolsa de estudos, uma “virada estética na escultura brasileira”, uma obra de uma “concepção nova”, uma criação “arrojada que distingue [Almeida Reis] já dentre os escultores modernos”. Neste momento, “cessou a alegoria, o artista vai se inspirar diante da humanidade. Clareou em seu espirito a aurora de um novo tempo”. Esta obra, segundo Gonzaga Duque, “pode ser considerada o prenúncio de um artista destinado à aplicação das leis da estética moderna à escultura, tais são os caracteres especiais que a crítica lhe nota”.
Gonzaga Duque destaca que Almeida Reis, como pensionado da Academia, “devia escolher assunto, segundo é praxe, na Bíblia, guardando o maior respeito pela forma pura e imutável do classicismo”
A vida do escultor aparece atravessada por algumas ideias recorrentes, principalmente as de artista moderno, afastado e prejudicado pelos círculos acadêmicos, artista marginal, rebelde, boêmio, genial e incompreendido, o artista romântico brasileiro.

### Retorno
Quando retorna ao Rio de Janeiro, funda o Acropólio, juntamente com o pintor Antônio de Souza Lobo e o arquiteto Rodrigues Moreiruma associação destinada a modernizar o ensino de arte.
Em 1875 o escultor, participou da Exposição Geral expondo sua obra O crime, e recebeu o título de “Cavaleiro da Ordem da Rosa”.
Depois da volta do artista ao Rio de Janeiro, Cândido Caetano formou um movimento artístico, onde se faziam presentes: Leopoldino de Faria, Heitor e Hortêncio Cordoville, Rodolpho Bernadelli, Rodolfo Amoedo, Belmiro de Almeida e outros. Suas expressões artísticas e plasticas nas obras muito provavelmente sofriam influencia da teoria positivista a partir de então.
"O Acropólio, fundado por Almeida Reis, foi uma associação artística que tinha por finalidade modernizar o ensino de arte, amparar e proteger os artistas; sua filosofia era mediar o contato entre alunos, natureza e modelo humano. Seus fundadores tinham o propósito de se oporem à orientação conservadora da Academia Imperial, pois a cadeira de paisagem seguia baseada em cópias de pinturas europeias. Tal intento não dura muito, mas a ideia do contato com a natureza continua na geração seguinte. Entre os anos de 1884 e 1886, um grupo de pintores de paisagem ao ar livre liderado por Georg Grimm, destaca-se na cena artística carioca."
Essa "casa" de Belas Artes era a consagração de diversas influencias europeias que Almeida Reis trouxe consigo. Algumas ideias que permeavam a fundação do Acropólio eram a resistência aos estereótipos artísticos, a "vida de ateliê" e a revolta contra as produções culturais e artísticas neoclássicas da Academia de Belas Artes. Gonzaga Duque afirmou “Almeida Reis se revela um artista que aplica a estética moderna à escultura, conferindo à sua figura tamanho vigor de formas que se contrapõe ao cânone acadêmico da época”, comparando-o a François Rude, quanto a firmeza, convicção e segurança ao esculpir.
"Almeida Reis, considerado pela crítica posterior como “um dos primeiros testemunhos de libertação da escultura das cadeias do academismo neoclássico”, como entusiasta das “novas tendências, observada na escolha dos temas, na liberdade das composições, na fatura larga de certas obras que realizou: O crime… Alma penada… Dante ao voltar do exilio… A estátua do Progresso” aparece na análise de suas obras e da crítica do período como um artista com uma proposta muito original e desafiadora. Almeida Reis, à luz de suas obras conservadas, se apresenta moderno e clássico, como assinalou Joaquim Serra, “devoto dos modelos classicos, entusiasta da moderna escola francesa, mais admirador de Puget, que de Pradier”, inclusive unindo-as numa mesma obra, O Gênio e a Miséria, figura esta última que o levará por um novo caminho, no qual achamos Alma Penada e Dante, pois realmente a crítica entendeu sua produção maioritariamente como clássica." 
O artista Cândido Caetano de Almeida Reis se mostrou um verdadeiro mestre no conhecimento, entendimento e prática da escultura, princialmente a francesa ao qual observou e espelhou muito durante sua viagem. Ele compunha tradicionalmente, porém com originalidade quanto aos temas, colocações e contextos. Criticado na época pelas instituições artísticas e culturais tradicionais, hoje é reconhecido por sua ousadia temática. A crítica coincide em assinalar sua obra como “sincera e pessoal e tem a distinta qualidade de ser unicamente sua, porque é verdadeira e convicta”  Apesar da técnica realista e até mesmo romântica no quesito da idealização das formas, para além da forma havia algum conceito no mínimo instigante para a época.

## Positivismo
Filósofo positivista e verdadeiro seguidor da doutrina de pensamento, Almeida Reis produziu algumas obras para o Centro Positivista da cidade do Rio de Janeiro, como o o busto de Camões, 1880. Detinha como objetivo a renovação e modernização da arte nacional junto com outros artistas como Rodolfo Bernardelli (1852 - 1931), Henrique Bernardelli (1858 - 1936), Rodolfo Amoedo (1857 - 1941) e Belmiro de Almeida (1858 - 1935).

## Cronologia
- 1852 - Ingressou na Academia Imperial de Belas Artes (AIBA), onde estudou desenho.
- 1856 - Ainda na AIBA, iniciou estudos de escultura com Francisco Manuel Chaves Pinheiro.
- 1860 - Colaborou com Chaves Pinheiro na execução de painéis para a Igreja de São Francisco de Paula, no Rio de Janeiro.
- 1865 - Conquistou prêmio de viagem ao exterior, concedido pela AIBA.
- 1866 - Transferiu-se para Paris e estudou com Louis Rochet, num período particularmente rico da estatuária francesa.
- 1867 - Retornou ao Brasil e, junto com o pintor Antônio Araújo de Souza Lobo e o arquiteto Rodrigues Moreira, fundou a academia Acropólio, instituição que desempenhou importante papel na modernização do ensino da arte no país, contrapondo-se aos padrões neoclássicos predominantes na AIBA.
- 1876 - Sua escultura O crime integrou a Exposição Internacional de Filadélfia (EUA).
- 1885 - Realizou O gênio de Franklin, primeira escultura fundida em bronze no Rio de Janeiro.
- São também de sua autoria os bronzes O Paraíba do Sul (1867), Alma penada (1885) e Dante ao voltar do exílio (1889), que integram o acervo do Museu Nacional de Belas Artes (MNBA), bem como os bustos de Pereira Passos (1880), Camões (1880) e Danton (1885).
- 1888 - O pintor Pedro Américo representou-o em Retrato do escultor Cândido Almeida Reis, pertencente ao acervo do MNBA.[9]

## Obras
- Michelangelo, 1864;
- O Paraíba, 1866;
- Jeremias, 1869;
- O Crime, 1874;
- O Gênio e a Miséria, 1879;
- O Progresso, 1885;
- Alma Penada, 1885;
- Expiação, 1889.[2][3][1]

## Exposições
- Exposição Geral de Belas Artes (1865 : Rio de Janeiro, RJ)[10]

19-02-1865
Academia Imperial de Belas Artes (Aiba)
- Exposição Geral de Belas Artes (1867 : Rio de Janeiro, RJ)[10]

16-06-1867  |  Data de término| 01-07-1867
Academia Imperial de Belas Artes (Aiba)
- Exposição Geral de Belas Artes (1875 : Rio de Janeiro, RJ)[10]

13-03-1875
Academia Imperial de Belas Artes (Aiba)
- Exposição Geral de Belas Artes (1876 : Rio de Janeiro, RJ)[10]

21-03-1876
Academia Imperial de Belas Artes (Aiba)
- Exposição Geral de Belas Artes (1879 : Rio de Janeiro, RJ)[10]

15-03-1879  |  Data de término| 18-05-1879
Academia Imperial de Belas Artes (Aiba)
- Exposição Geral de Belas Artes (1884 : Rio de Janeiro, RJ)[10]

23-08-1884  |  Data de término| 30-11-1884
Academia Imperial de Belas Artes (Aiba)
- Tradição e Ruptura: síntese de arte e cultura brasileiras (1984 : São Paulo, SP)[11]

19-11-1984  |  Data de término| 31-01-1985
Fundação Bienal (São Paulo, SP)
- Brasil + 500 Mostra do Redescobrimento (2000 : São Paulo, SP)[12]

24-04-2000  |  Data de término| 07-09-2000
Fundação Bienal (São Paulo, SP)
- Imagem e Identidade: um olhar sobre a história na coleção do Museu de Belas Artes (2002 : São Paulo, SP)[13]

11-12-2002  |  Data de término| 02-03-2003